# 筑阳县
筑阳县，中国古县名，位于今湖北省谷城县南河镇，因处于筑水之阳而得名。
秦代置县，属南阳郡。西汉，筑阳有涉都乡，因平南越有功，汉武帝封“南海太守子”嘉为涉都侯。新朝天凤元年（14年），筑阳县改称宜禾县。东汉复名，建安十三年（208年），隶属于南乡郡。西晋太康五年（284年）属顺阳郡。隋朝开皇七年（587年），筑阳县并入义成县。

## 文学
|                                | 远自五陵独窜身，筑阳山中归路新。 横流夜长不得渡，驻马荒亭逢故人。 |
| ——《谷城逢杨评事》—唐代·戴叔伦 |                                                                   |